# Купырь
Купы́рь (лат. Anthríscus) — род однолетних, двулетних и многолетних травянистых растений семейства Зонтичные (Apiaceae). Род насчитывает примерно 20 видов, из них около половины встречается на территории бывшего СССР.

## Название
Русское родовое название, вероятно, происходит от др.-рус. кѹпѹръ или др.-рус. кѹпръ, что означало «растение с сильным запахом». Отсюда же укроп. В индоевропейских языках употребляется много слов с корнем куп- в значении «запах». 
Латинское родовое название Anthriscus возводят к др.-греч. ἀνθρίσκος, происходящее, вероятно, от ἀθήρ (ость) из-за заостренных плодов.

## Ботаническое описание

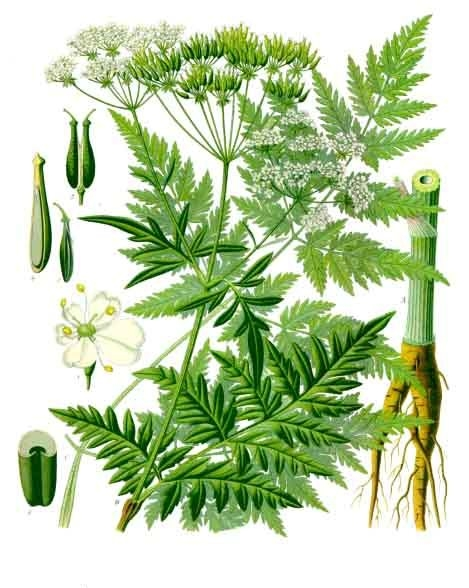
Купырь лесной.

Стебель голый или разным образом опушённый.
Листья сложно рассечённые.
Обёрточки из немногих отогнутых реснитчатых овальных, яйцевидных или ланцетных листочков.
Зубцы чашечки мало заметные; лепестки белые, желтовато- или зеленовато-белые, наружные иногда слегка увеличенные, обратнояйцевидные, на верхушке выемчатые, с коротким и широким, внутрь загнутым язычком, при основании клиновидно суженные или сразу переходящие в короткий и широкий ноготок; подстолбие коническое, столбики прямые или отогнутые вниз.
Плод из яйцевидного основания коротко или длинно продолговатый, иногда почти линейный, сжатый с боков; полуплодики на верхушке стянуты в более-менее длинный носик, на поперечном сечении округлые с незаметными или слабо заметными плосковатыми рёбрами, гладкие и иногда блестящие, часто покрытые шипами и щетинками, разнообразно устроенными; стереомы в рёбрах в поперечном сечении цилиндрические или эллиптические; канальцы по одному в ложбинке, на спайке их два, в зрелых плодах канальцы почти исчезают. Белок на брюшной стороне с неглубокой бороздкой; кристаллы в области спайки многочисленные; столбичек свободный, двурасщёпленный; основание плода и завязи с хорошо или неясно выраженным венцом шипиков, иногда отсутствующим. Плоды тёмно-коричневые или чёрные, блестящие.

## Распространение и экологические особенности
Ареал рода — Европа и регионы с умеренным климатом Азии.
Некоторые европейские виды занесены в Северную Америку.
Предпочитает влажные, хорошо дренированные почвы.

## Значение и применение
Практическое значение имеют Купырь лесной (Anthriscus sylvestris), корень которого в варёном виде можно употреблять в пищу, и Купырь бутенелистный (Anthriscus cerefolium), листья которого используются как пряность.

## Название
Латинское научное название рода происходит от др.-греч. enthriscos — название растения у Теофраста (возможно, Скандикс южный (Scandix australis L.)), по-видимому, от слов греч. ἄνθος — цветок, и θριγκόω — изгородь, так как это растение часто встречается около изгородей.
Внешний вид многих зонтичных растений очень схож, в связи с чем их названия постоянно пересекаются и смешиваются. К примеру, растения из родов купырь, дудник и борщевик традиционно имели обобщённое наименование «дягиль». Равным образом, пересечение названий имело и обратное направление. Как результат, в бытовом разговорном языке и многих местных диалектах временами бывает трудно определить, о каком именно растении идёт речь, поскольку слова дягиль, купырь, бутень и дудник могут относиться к любому из перечисленных растений, а также — к борщевику, сныти и другим «дудникам». В некоторых говорах, в частности, тамбовских, купырём также называют и валериану лекарственную.

## Классификация

### Таксономия
Род Купырь входит в семейство Зонтичные (Apiaceae) порядка Зонтикоцветные (Apiales). Кладограмма в соответствии с Системой APG IV:
|  |                                      |  |                                   |                                   |                     |  | ещё 6 семейств |               |               |          |
|  |                                      |  |                                   |                                   |                     |  |                |               |               | 14 видов |
|  |                                      |  |                                   | порядок Зонтикоцветные            |                     |  |                |               | род Купырь    |          |
|  |                                      |  |                                   | порядок Зонтикоцветные            |                     |  |                |               | род Купырь    |          |
|  | отдел Цветковые, или Покрытосеменные |  |                                   |                                   | семейство Зонтичные |  |                |               |               |          |
|  | отдел Цветковые, или Покрытосеменные |  |                                   |                                   |                     |  |                |               |               |          |
|  |                                      |  | ещё 63 порядка цветковых растений | ещё 63 порядка цветковых растений |                     |  |                | ещё 450 родов | ещё 450 родов |          |
|  |                                      |  |                                   | ещё 63 порядка цветковых растений |                     |  |                |               | ещё 450 родов |          |

### Виды
- Anthriscus caucalis M.Bieb. — Купырь прицветниковый
- Anthriscus cerefolium  Hoffm. — Купырь бутенелистный, или Кервель ажурный, или Кервель обыкновенный
- Anthriscus fumarioides  Spreng. — Купырь дымянковидный
- Anthriscus glacialis  Lipsky — Купырь ледниковый
- Anthriscus kotschyi  Fenzl ex Boiss. — Купырь Кочи, или Купырь Сосновского
- Anthriscus lamprocarpa  Boiss. — Купырь светлоплодный
- Anthriscus nemorosa  Spreng. — Купырь дубровный, или Купырь дубравный
- Anthriscus nitida  Garcke — Купырь лоснящийся, или Купырь блестящий
- Anthriscus ruprechtii Boiss. — Купырь Рупрехта
- Anthriscus schmalhausenii  Koso-Pol. — Купырь Шмальгаузена
- Anthriscus sylvestris  (L.) Hoffm. — Купырь лесной
- Anthriscus taiwanensis S.S.Ying — Купырь тайваньский
- Anthriscus tenerrima  Boiss. & Spruner — Купырь тончайший
- Anthriscus velutinus  Sommier & Levier — Купырь бархатистый